# Tasman National Park
Tasman National Park – park narodowy położony na Tasmanii, około 56 km na wschód od Hobart.
W skład parku wchodzi kilka przybrzeżnych wysp w tym Fossil, Hippolyte Rocks oraz Tasmana. Park utworzony w celu ochrony różnorodnego lasu oraz wybrzeża klifowego.
Klify znajdujące się na terenie parku są jednymi z najwyższych położonych na terenie Australii. Zbudowane są z diabazu.

## Flora i fauna

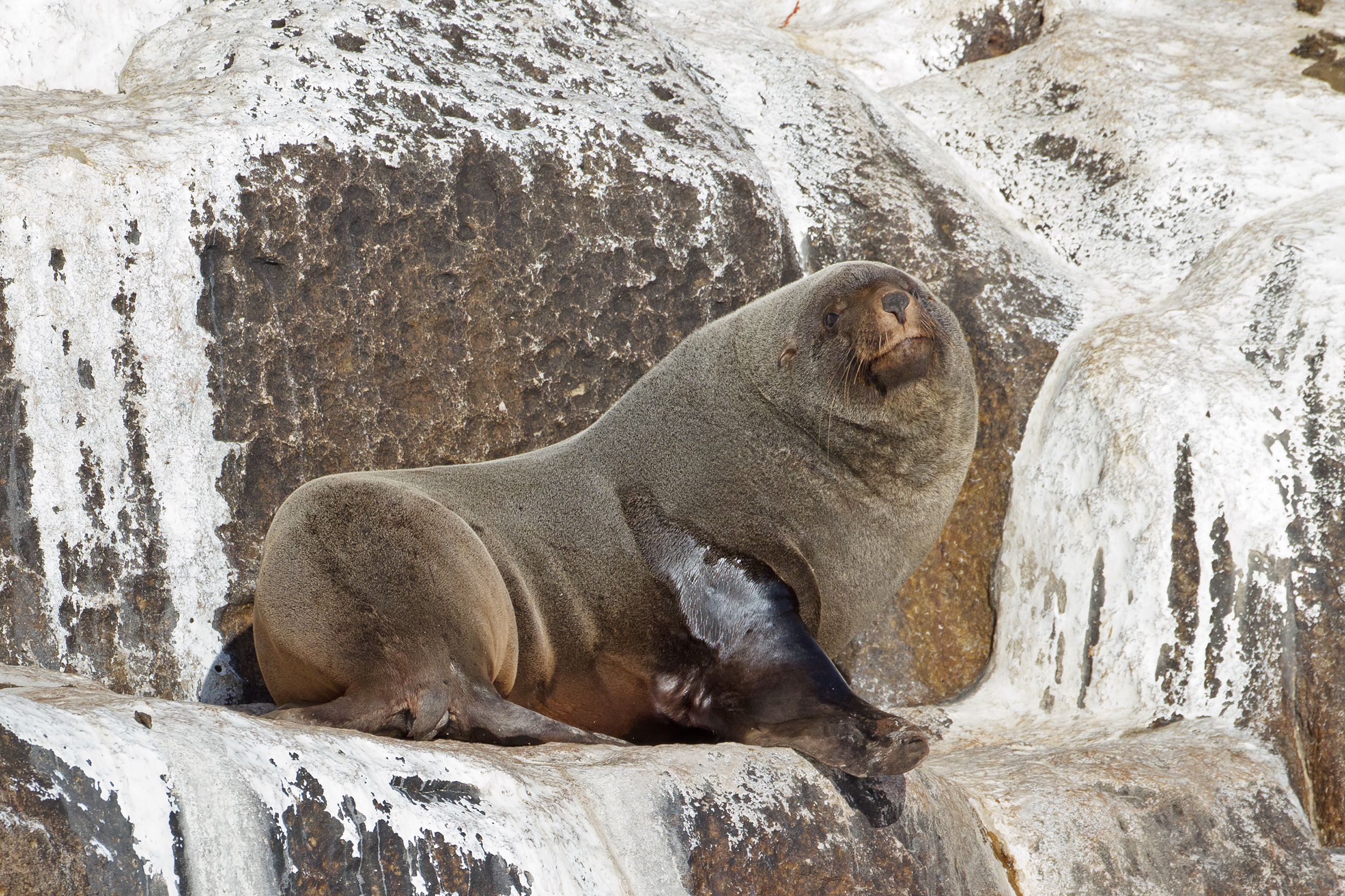
Foka brunatna (wschodnie wybrzeże Tasmanii)

Wśród ssaków zamieszkujących obszar parku można wymienić płetwonogie (głównie uchatka karłowata i kotik nowozelandzki) oraz walenie (delfin butlonosy, wieloryb biskajski południowy i humbak). Na terenie parku żyją różne ptaki morskie, m.in.: morusy, rybitwy i pingwinki małe, małe ptaki takie jak: chwostka szafirowa, miodojady i Petroica boodang oraz duże drapieżniki: orły australijskie i bieliki białobrzuche.
Na terenie parku występują trzy gatunki węży: wąż tygrysi, austrelaps i Drysdalia coronoides.
Dla flory wrzosowisk parku charakterystyczne są gatunki z rodzaju świetlik. Trzy z nich (Euphrasia amphisysepala, E. fabula i E. phragmostoma) to endemity. W parku swoją południową granicę zasięgu mają Callitris rhomboidea, Richea dracophylla i Eucalyptus johnstonii.
W wodach przybrzeżnych występują zbiorowiska budowane przez wielkomorszcze Macrocystis (glony z rzędu listownicowców).